# Bombarder en picat

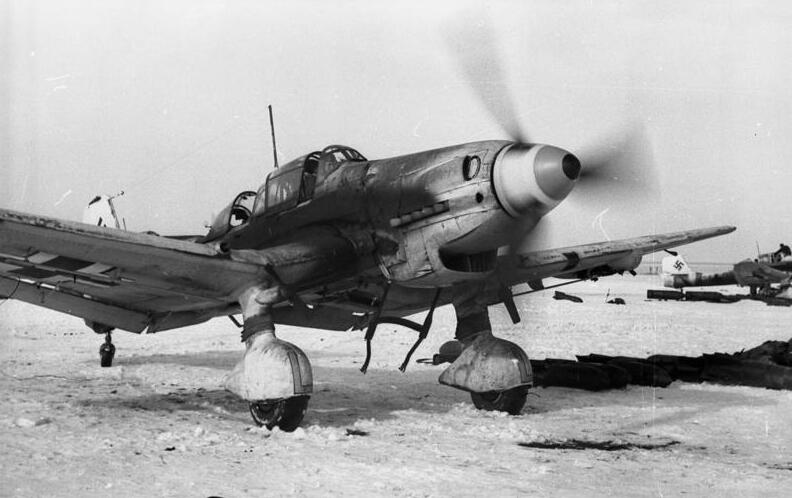
Un Junkers Ju 87 o Stuka.

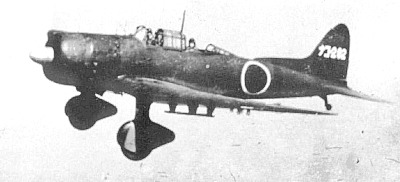
Un Aichi D3A 2.

Un  bombarder en picat  és un tipus de bombarder que fa un picat directament cap al seu objectiu, per aconseguir una major precisió i limitar el temps d'exposició al foc antiaeri. Aquest tipus d'avió es va usar extensament durant la Segona Guerra Mundial però es va tornar obsolet a causa del desenvolupament d'armes com els míssils o les bombes intel·ligents.

## Descripció
La tècnica de bombardeig en picat es va desenvolupar en 1914 durant la primera guerra mundial amb l'ús d'un Sopwith Tabloid i quatre Avro 504 de la Royal Naval Air Service amb l'objectiu de destruir fàbriques de dirigibles. Un bombarder en picada pica amb un angle pronunciat, normalment entre 45 i 60 graus o fins i tot fins gairebé en vertical de 80 graus com feia el Junkers Ju 87 i, per tant, requereix una flexió brusca després de llançar les seves bombes. Això posa grans tensions tant al pilot com a l'avió. Exigeix un avió de construcció robusta i mitjans per frenar la caiguda, limitant la classe a dissenys de bombarders lleugers amb càrregues en el rang de 450 kg, tot i que hi havia exemples més grans.
En picar gairebé verticalment, amb la mateixa direcció que seguiran la o les bombes, i llançar-les a alta velocitat a prop del seu objectiu, s'aconsegueix assolir blancs petits o en moviment amb relativa facilitat. A més, no cal un equipament d'alta exactitud per llançar les bombes, com una complicada mira Norden. Els bombarders en picat van ser usats extensivament contra ponts i vaixells, tenint a més un altre avantatge contra aquests últims, ja que el blindatge a coberta solia ser el menys gruix de tota la nau.
Una tècnica alternativa, el bombardeig en planeig, va permetre l'ús d'avions més pesats, que es van enfrontar a dificultats molt més grans per recuperar-se d'aproximacions gairebé verticals, tot i que va requerir un major ús de visors de bombes sofisticats i tècniques d'apuntament, per part d'un membre especialitzat de la tripulació, és a dir, un bombarder. /bomba apuntadora. Les tripulacions dels bombarders en picada multimotor, com les variants dels Junkers Ju 88 i Petlyakov Pe-2, utilitzaven freqüentment aquesta tècnica. L'avió més pesat que va incloure bombardeig en picada en el seu disseny i desenvolupament, el Heinkel He 177 de quatre motors, també va utilitzar un enfocament de bombardeig en planeig, però l'exigència que fos capaç de bombardejar en picat i en planeig va retardar el seu desenvolupament i va deteriorar el seu rendiment general.
Com eren avions de poca velocitat, en generalment tenien un artiller darrere del pilot que disposava d'una metralladora mirant enrere, però van resultar massa vulnerables a la velocitat dels avions de caça que van aparèixer a finals de la Segona Guerra Mundial, i van quedar completament obsolets poc després de finalitzar la guerra, amb l'arribada dels avions a reacció i els míssils guiats.

## Bombarders en picat destacables
- Aichi D3A "Val"
- Blackburn Skua
- Breda Ba.65
- Curtiss SB2C Helldiver
- Douglas SBD Dauntless
- Fairey Barracuda
- Junkers Ju 87 ( Stuka )
- Heinkel He 118
- Henschel Hs 123
- Henschel Hs 129
- Petliakov Pe-2
- Yokosuka D4Y